# Grayson Hall
Grayson Hall, född Shirley Grossman 18 september 1922 i Philadelphia, Pennsylvania, död 7 augusti 1985 i New York, var en amerikansk skådespelerska.

## Roller i urval
- 1964 – Iguanans natt
- 1965 – Agent D.C.
- 1967 – Mannen från UNCLE (TV-serie) (1 avsnitt)
- 1967–1971 – Dark Shadows (TV-serie) (475 avsnitt)
- 1970 – Vampyrernas hus
- 1971 – Night of Dark Shadows
- 1974 – Kojak (TV-serie) (1 avsnitt)
- 1982–1983 – One Life to Live (TV-serie)